# Kigeli Ier
Kigeli Ier Mukobanya est un roi (mwami) du Rwanda qui régna au début du XVIe siècle, après Cyilima Ier. Il serait mort vers 1528 (+ ou - 12 ans).
Mibambwe Ier lui succéda.